# Friedenskirche zu Radebeul

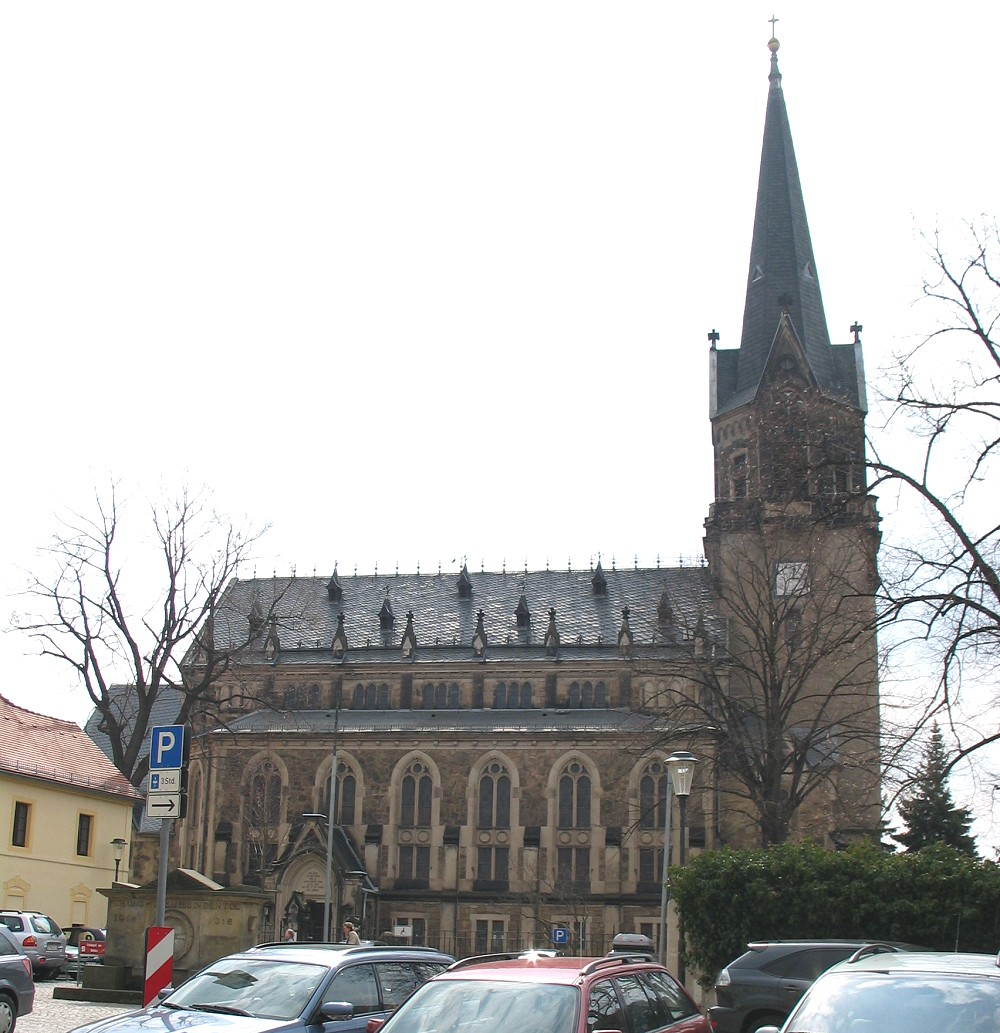
Friedenskirche in Radebeul-Kötzschenbroda, von Land aus

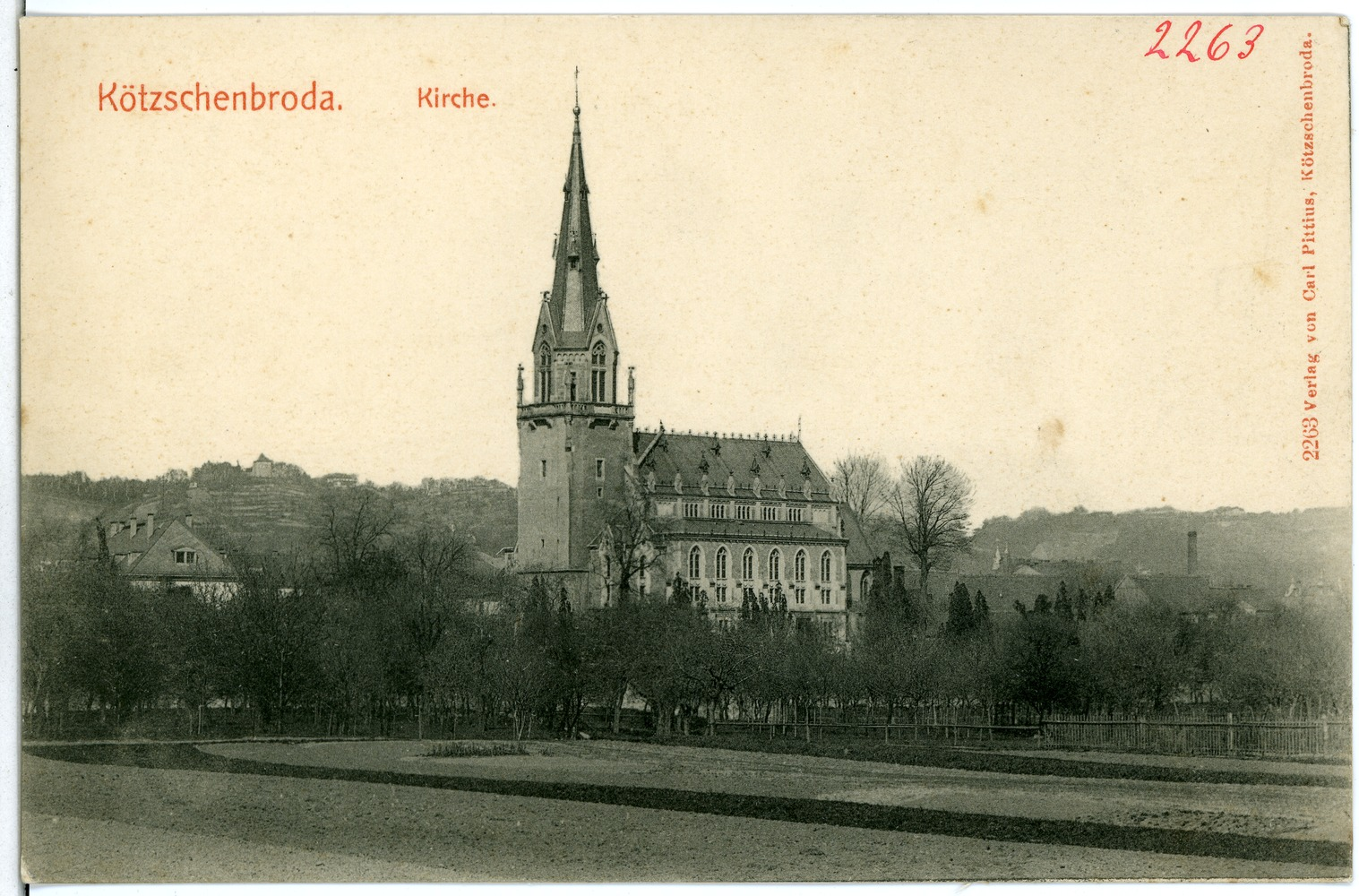
Friedenskirche, von der Elbe aus gesehen (1902)

Die Friedenskirche zu Radebeul, ehemals Kirche zu Kötzschenbroda, ist eine evangelisch-lutherische Kirche am Anger von Altkötzschenbroda im sächsischen Radebeul-West. Am 27. August 1645 wurde unter dem Gastgeber Pfarrer Augustin Prescher im dazugehörigen Pfarrhaus der Waffenstillstand von Kötzschenbroda zwischen dem sächsischen Kurfürsten Johann Georg I. und dem schwedischen General Lennart Torstensson geschlossenen, der für Sachsen den Dreißigjährigen Krieg beendete. Die Sächsische Landeszentrale für politische Bildung zeichnete 2012 die Kirche zusammen mit der Großenhainer Karl-Preusker-Bücherei als Politische Orte in Sachsen aus.

## Geschichte

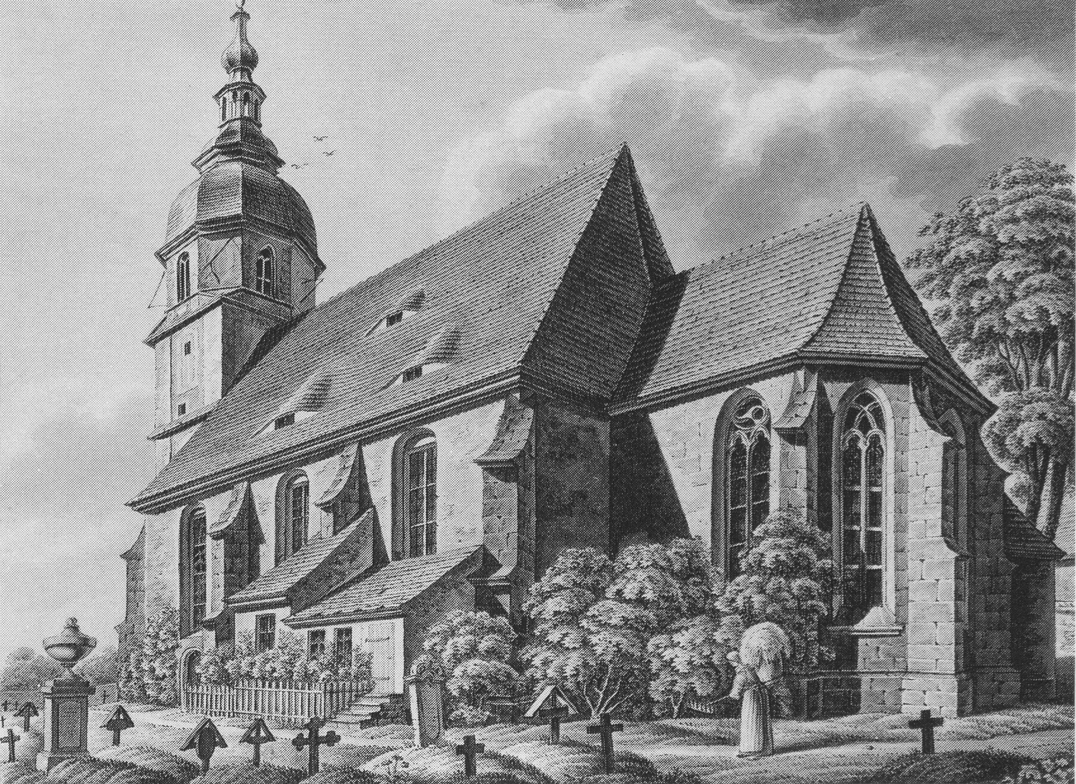
Kirche zu Kötzschenbroda, Sepiazeichnung Ende 18. Jahrhundert

Kirche zu Kötzschenbroda mit Umfriedung, links die Oberschänke, Lithografie um 1800

Altarraum im frühen 20. Jh., auf einer Konsole links am verzierten Triumphbogen die von Hundeiker gestiftete Büste des Reformators

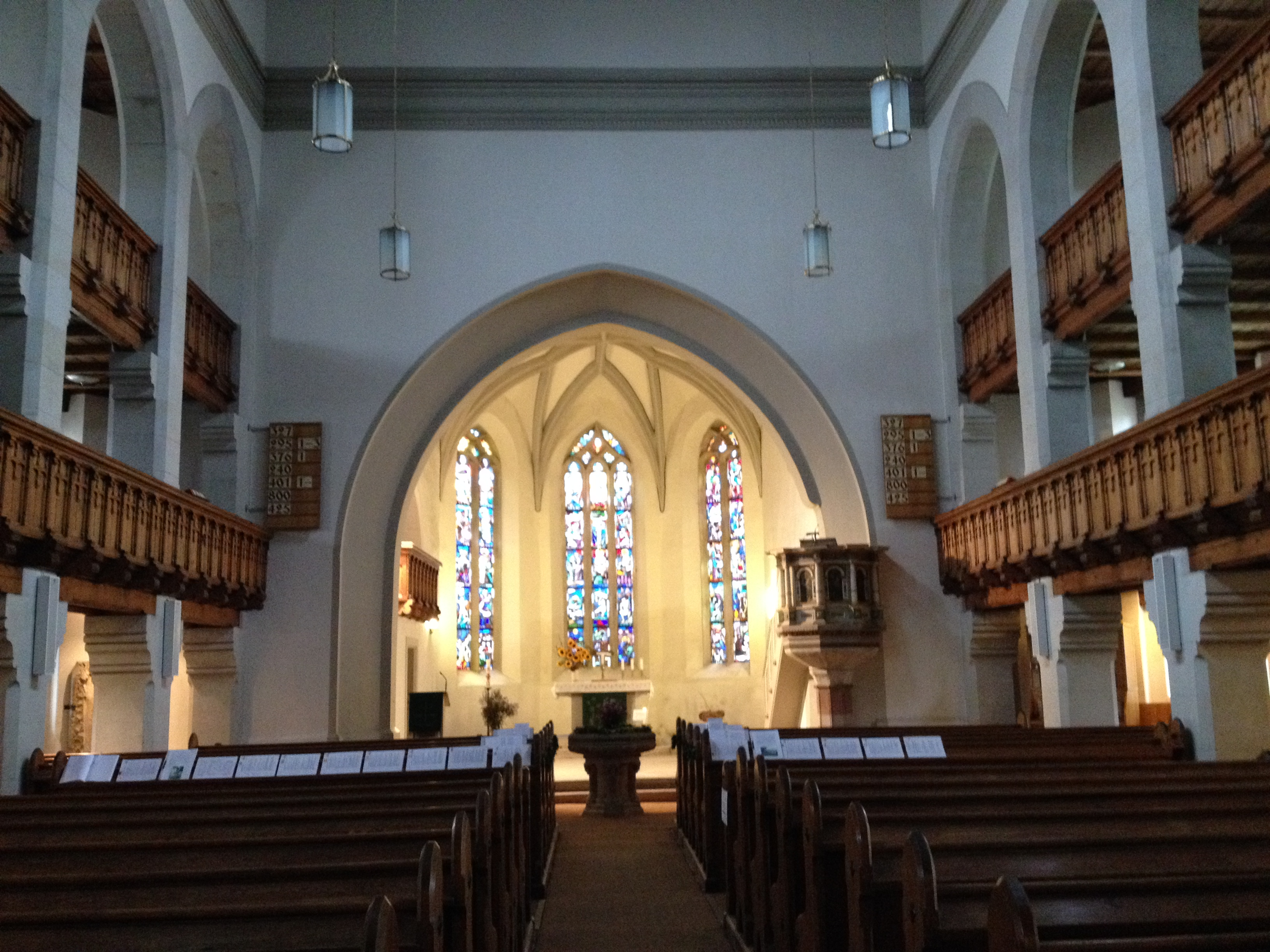
Altarraum heute mit den Rietschel-Glasbildern

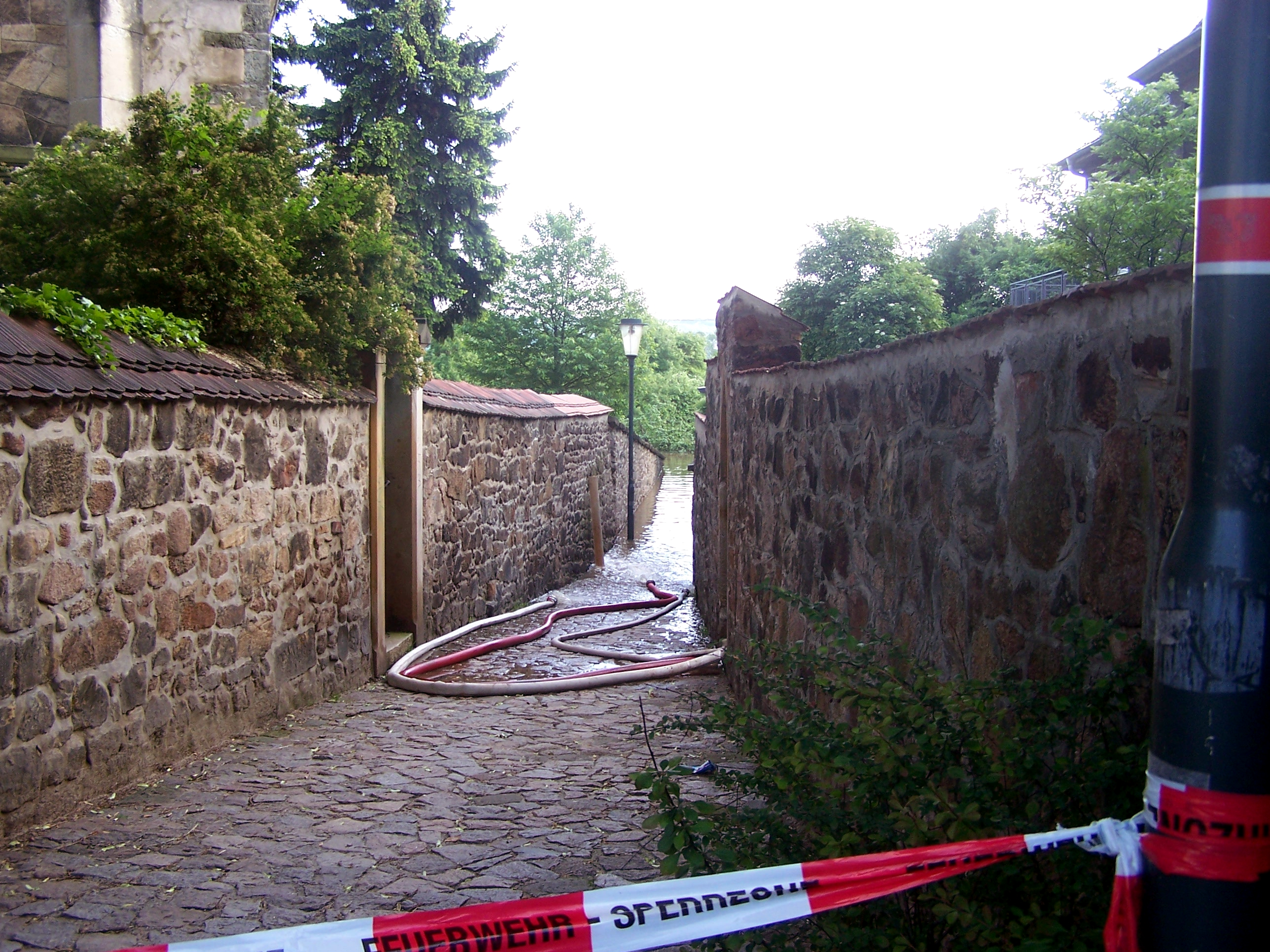
Elbhochwasser 2013: Die Gasse zwischen Kirche (li.) und Lutherhaus (re.) ist fast bis an den Fuß der Kirche überflutet

Die Friedenskirche ist der älteste Kirchenbau der Lößnitz. Aus dem Jahr 1273, zur Zeit der Gründung des Archidiakonats Nisan, stammt die erstmalige urkundliche Erwähnung. Einer seiner namentlich bekannten Vikare im 14. Jahrhundert war Heinrich Buling, Mitglied des Dresdner Ratsherrngeschlechts Buling. Heinrich Buling, dessen Bezahlung dem Meißner Archidiakon Hermann von Wolftitz oblag, erklärte 1354 aus finanziellen Gründen seinen Amtsverzicht und ersuchte um Emeritierung.
Nach der Zerstörung des Vorgängerbaus 1429 durch die Hussiten, der auch der gesamte Ort zum Opfer fiel, folgte ein 1477 begonnener und 1510 geweihter spätgotischer Neubau. Dieser wurde unter anderem durch einen vom 16. Mai 1475 stammenden Ablassbrief finanziert. 1532 folgte die Erwähnung eines Orgelbaus und 1536 die der ersten Kirchschule (Altkötzschenbroda 38). 1539 wurde nach dem Tod des Herzogs Georg der Bärtige die Reformation eingeführt; in diesem Zusammenhang wurde Veit Hammer erster evangelischer Pfarrer der Kötzschenbrodaer Kirche und Egidius Lessing wurde Schulmeister und vermutlich auch Kantor.
Nach schweren Schäden beim Dorfbrand 1598 dauerte es bis 1627, bis die Kirche wiederaufgebaut war. Bereits zehn Jahre später, 1637, erfolgte die Zerstörung der Kirche wie auch des Dorfes im Dreißigjährigen Krieg durch schwedische Truppen, lediglich drei Häuser blieben verschont. Im gleichen Jahr begann der Wiederaufbau im Renaissancestil durch den Landbaumeister Ezechiel Eckhardt, großzügig gefördert durch den Kurfürsten Johann Georg I., der während seiner Aufenthalte auf der Hoflößnitz zur Kötzschenbrodaer Gemeinde gehörte, da die Hoflößnitz dorthin gepfarrt war. 1642 wurde die heutige Kanzel in die Kirche eingesetzt, 1651 folgte der Einbau einer Orgel von Tobias Weller.
Am 27. August 1645 wurde unter dem Gastgeber Pfarrer Augustin Prescher im dazugehörigen Pfarrhaus der Waffenstillstand von Kötzschenbroda zwischen dem sächsischen Kurfürsten Johann Georg I. und dem schwedischen General Lennart Torstensson geschlossenen, der für Sachsen den Dreißigjährigen Krieg beendete.
Im Jahr 1686 vermerkte der Kötzschenbrodaer Pfarrer Johann Georg Lucius, dass er den „sogenannte[n] Fisch-Gregor […] wegen seines liederlichen Lebenswandels von einem geringen Orth außer dem Gottesacker geleget, ohne Klang und Gesang“, das heißt, dass der zu Verbannung verurteilte sogenannte Wunderdoktor später wohl wieder in die Heimat im Bettelgrund von Zitzschewig zurückgekehrt war und zuletzt in ungeweihter Erde begraben wurde.
Bei größeren Turmreparaturen im Jahr 1746 erfolgte vermutlich der Umbau auf eine barocke Turmhaube. Der auf Weinarts Ruhe ansässige Privatgelehrte Benjamin Gottfried Weinart spendete im Jahr 1800 der Kirche das noch heute im Fundus existierende Ölbild Der Leichnam Christi.
Im Jahr 1812 verhinderte Johann Samuel Gottlob Flemming, Pfarrer am Ort, die Plünderung von Kötzschenbroda durch napoleonische Truppen. 1861 erfolgte die Weihe einer neuen Orgel von Wilhelm Leberecht Herbrig, die jedoch mangelhaft war und 1884 nach Lohma bei Schmölln in Thüringen umgesetzt wurde.
Das heutige Aussehen erhielt die Kirche durch einen teilweisen Neubau im neogotischen Stil von 1884/1885 durch Karl Weißbach. Er ließ das bestehende Schiff großenteils abreißen und zu beiden Seiten verbreitern. Die Abbrucharbeiten sowie die folgenden Rüst- und Zimmererarbeiten übernahmen die Gebrüder Ziller. Mit der Einweihung 1885 durch Pfarrer Wilhelm Leopold Große erhielt die Kirche wiederum eine neue Orgel. Sie wurde von dem Dresdner Hoforgelbauer Jehmlich errichtet, der das Instrument in den Jahren 1927–1928 pneumatisierte, um das Schwellwerk erweiterte sowie umdisponierte. Auffallend an diesem Instrument ist der Freipfeifenprospekt.
Seit 1935 wird der Name Friedenskirche verwendet, der sich auf den 1645 geschlossenen Waffenstillstand von Kötzschenbroda bezieht.

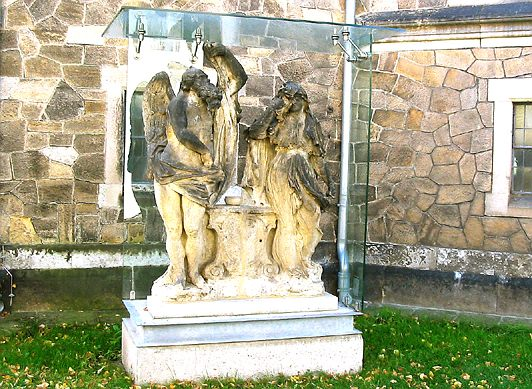
Denkmal Chronos und die Trauernde auf dem Kirchhof der Friedenskirche

Nach dem Zweiten Weltkrieg wurden 1949 drei neue Eisenhartgussglocken der Gießerei Schilling & Lattermann in Morgenröthe-Rautenkranz geweiht. Eine grundlegende Innenrenovierung erfolgte 1961/1962. Zu dieser Gelegenheit wurden die von Christian Rietschel entworfenen 35 farbigen Glasbilder in die Fenster des Altarraums eingesetzt.
In den Jahren 1999/2000 erfolgte die Restaurierung der Orgel sowie eine erneute Renovierung des Kircheninneren. Die Flut des Jahres 2002 verschonte das Kirchengebäude, die Wasser erreichten lediglich das Gelände hinter der Kirche. Weil Turm und Glocken im Laufe der Zeit schadhaft geworden waren, wurde 2004 ein neues Glockengeläut der Glockengießerei Bachert aus Karlsruhe angeschafft. Die Glocken haben die gleichen Tonhöhen und Inschriften wie die ersetzten Vorgängerglocken.
Heute ist die Kirche als Kulturdenkmal eingestuft, wurde jedoch bereits 1904 von Gurlitt in seiner Fundamentalinventarisation als Kunstdenkmal beschrieben.
Eines der bedeutendsten Denkmäler Radebeuls steht auf dem Kirchhof der Friedenskirche, das 2005 restaurierte Sandstein-Bildwerk Chronos und die Trauernde oder auch Chronos und klagendes Weib. Es stammt wahrscheinlich aus dem 18. Jahrhundert.
Auf dem Kirchhof liegt unter anderem der Kunsthistoriker und Begründer des sächsischen Inventarisationswerks Franz Richard Steche begraben.
Ab 2004 wurde an diesem Ort alle zwei Jahre der internationale Radebeuler Couragepreis verliehen.
Mit Wirkung zum 2. Januar 2021 schlossen sich die Gemeinden der Radebeuler Friedenskirche, der Radebeuler Lutherkirche, der Reichenberger Kirche sowie der Moritzburger Kirche zu einem Kirchspiel zusammen, das den vorläufigen Namen Evangelisch-Lutherisches Kirchspiel Radebeul-Reichenberg-Moritzburg trägt.

## Seelsorger (historisch)
- Heinrich Buling (14. Jahrhundert), Vikar
- Veit Hammer (nach der Reformation), erster evangelischer Pfarrer
- Christopher Bulaeus (bl. um 1600), Pfarrer, Vater von Christophorus Bulaeus
- Augustin Prescher, Pfarrer (1623–1675)
- Johann Georg Lucius (17. Jahrhundert), Pfarrer
- Gabriel Gottlob Behrisch (18. Jahrhundert), Pfarrer, Sohn von Hieronymus Gottfried Behrisch
- Johann Samuel Gottlob Flemming, Pfarrer (1772–1824)
- Johann Gottlob Trautschold, Pfarrer (1824–1852)
- Wilhelm Leopold Große, Pfarrer (1879–1899)

## Beschreibung
Die Kirche besteht aus einem breiten Kirchenschiff mit einem eingezogenen Turm sowie einem Chor mit einem polygonalen Abschluss.
Der untere Teil des Turms stammt noch aus der Zeit des spätgotischen Neubaus, er ist im Turm mit der Jahreszahl „1477“ datiert. Im Chor befinden sich als weitere spätgotische Reste Spitzbogenfenster mit entsprechendem Maßwerk sowie Strebepfeiler mit gekehlten Abdeckungen, dazu ein gotisches Rippennetzgewölbe sowie ein spitzbogiger breiter Triumphbogen als Übergang zu Schiff.
Alle weiteren Merkmale gehen auf den neogotischen Um- und Neubau von 1884 zurück. Der Turm erhielt statt der barocken Haube den auf den achteckigen Turmaufsatz aufgesetzten neogotischen Spitzhelm. Der Turm ist begehbar: Er hat auf Höhe des achteckigen Turmaufsatzes einen Austritt auf den viereckigen Unterbau, der dort als Aussichtsplattform über Radebeul-West und die Elbe dient.
Das Kirchenschiff zeigt außen eng stehende, breite Spitzbogenfenster mit einfachem Maßwerk, zahlreiche Gesimsfialen sowie mit Spitzhelmen versehene Dachgauben. Die niedrigeren Seitenschiffe stehen seitlich aus dem Hauptschiff heraus. Im Inneren wird das Kirchenschiff durch eine flache Holzdecke mit breiten Feldern mit Füllungsbrettern abgeschlossen. Das Mittelschiff hat einen Obergaden über dem Gesims sowie Spitzbogenarkaden zu den Seitenschiffen, in denen sich zwei hölzerne Emporenreihen befinden. Deren untere tritt mit ihrer Brüstung vor die Pfeilerreihe.
In der Kirche gibt es darüber hinaus eine Kanzel von Andreas Schirmer aus dem Jahr 1642 sowie Glasfenster im Chor nach den Entwürfen von Christian Rietschel aus dem Jahr 1964. Im Eingang hängt die Grabplatte von Augustin Prescher, dem langjährigen Pastor der Kirche, der den Waffenstillstand von Kötzschenbroda zwischen Schweden und Sachsen vermittelte.

## Glocken
Im Kirchturm der Friedenskirche hängt seit 2004 ein dreistimmiges Glockengeläut aus Bronze der Glockengießerei Bachert, das drei 1949 aufgezogene Hartgussglocken ersetzt. Die Schlagtöne und Inschriften entsprechen denen der Vorgängerglocken.
| Glocke | Name         | Gewicht  | Durchmesser | Schlagton | Inschrift                    |
| ------ | ------------ | -------- | ----------- | --------- | ---------------------------- |
| 1      | Totenglocke  | 1185 kg0 | 1090 mm0    | f′+10     | ICH BIN BEI EUCH ALLE TAGE   |
| 2      | Betglocke    | 591 kg   | 978 mm      | as′+10,5  | ICH BIN DAS BROT DES LEBENS  |
| 3      | Segensglocke | 435 kg   | 885 mm      | b′+10     | MEINEN FRIEDEN GEBE ICH EUCH |

## Orgel

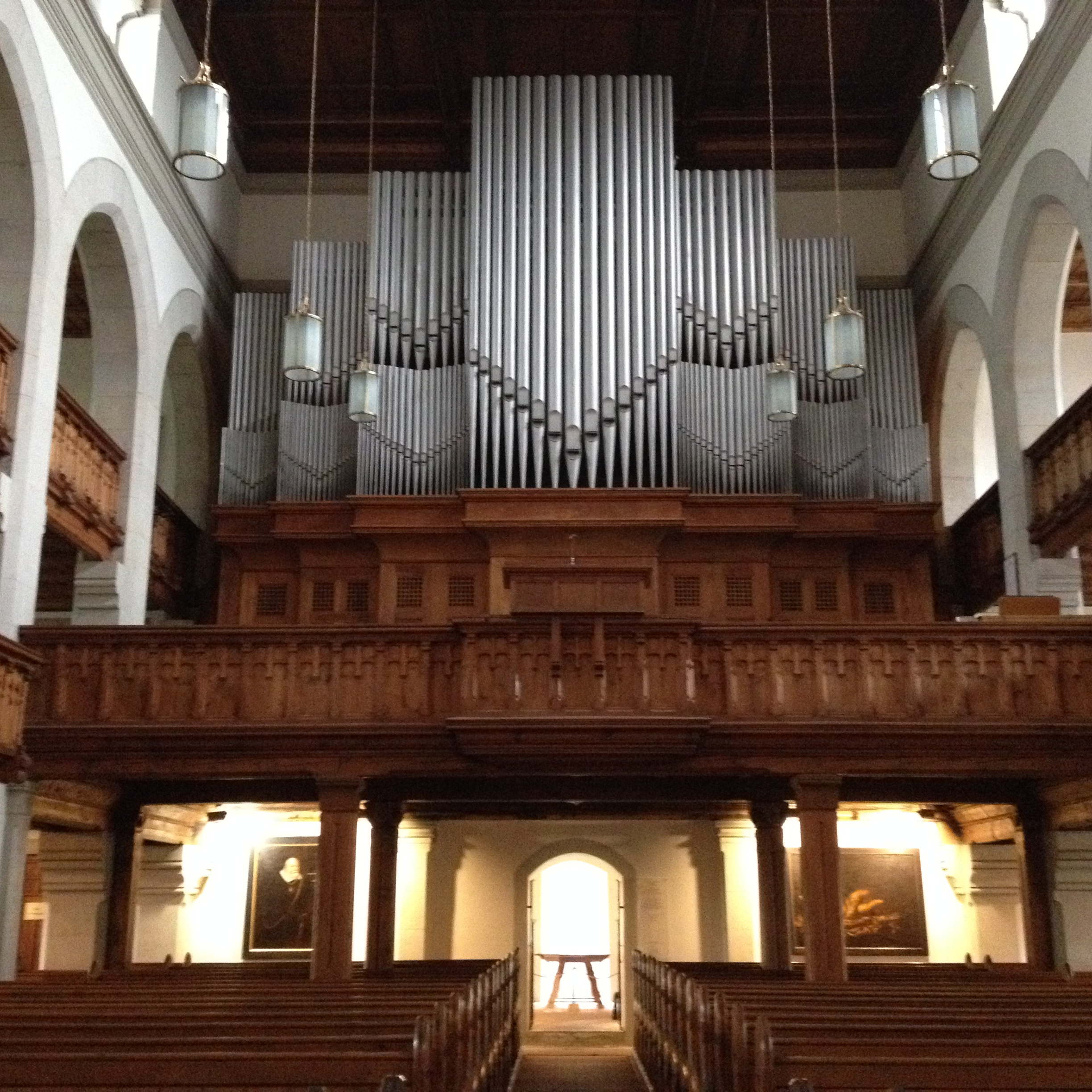
Empore mit Orgelprospekt von 1927/28

Die Orgel der Firma Jehmlich geht im Grundbestand auf das Jahr 1885 zurück, als sie über 26 Register verfügte, die auf zwei Manualen und Pedal verteilt waren. Die Orgel hatte damals mechanische Trakturen. 1927/1928 folgte ein Erweiterungsumbau auf 56 Register, bei dem das Instrument pneumatische Trakturen, ein drittes Manual und den Freipfeifenprospekt erhielt. Weitere Veränderungen geschahen 1939 und 1954. Die Erbauerfirma restaurierte die bis dahin 46 Register enthaltende Orgel in den Jahren 1999 und 2000 mit Schwerpunkt auf einer Wiederbetonung des romantischen Klangbilds. Im Chorraum befindet sich noch ein Positiv der Orgelbaufirma A. Schuster & Sohn. Die aktuelle Disposition der Jehmlich-Orgel lautet:
| I Hauptwerk C–g3 |                |       |
| 1.               | Pommer         | 16′   |
| 2.               | Prinzipal      | 8′    |
| 3.               | Konzertflöte   | 8′    |
| 4.               | Gambe          | 8′    |
| 5.               | Rohrflöte      | 8′    |
| 6.               | Gemshorn       | 8′    |
| 7.               | Oktave         | 4′    |
| 8.               | Spitzflöte     | 4′    |
| 9.               | Fugara         | 4′    |
| 10.              | Quinte         | 2 ⁄3′ |
| 11.              | Oktave         | 2′    |
| 12.              | Cornett III-IV | 2 ⁄3′ |
| 13.              | Mixtur III-IV  | 2′    |
| 14.              | Cymbel II      |       |
| 15.              | Trompete       | 8′    |

| II Schwellwerk C–g3 |                 |        |
| 16.                 | Dulciana        | 16′    |
| 17.                 | Geigenprinzipal | 8′     |
| 18.                 | Holzflöte       | 8′     |
| 19.                 | Sing. Gedackt   | 8′     |
| 20.                 | Schwebeflöte    | 8′     |
| 21.                 | Violine         | 8′     |
| 22.                 | Vox Celeste     | 8′     |
| 23.                 | Flauto traverso | 4′     |
| 24.                 | Salicet         | 4′     |
| 25.                 | Rohrquinte      | 2 ⁄3′  |
| 26.                 | Flachflöte      | 2′     |
| 27.                 | Terz            | 1 3⁄5′ |
| 28.                 | Quinte          | 1 ⁄3′  |
| 29.                 | Sifflöte        | 1′     |
| 30.                 | Clarinett       | 8′     |

| III Oberwerk C–g3 |            |        |
| 31.               | Prinzipal  | 8′     |
| 32.               | Gedackt    | 8′     |
| 33.               | Quintatön  | 8′     |
| 34.               | Oktave     | 4′     |
| 35.               | Rohrflöte  | 4′     |
| 36.               | Nassat     | 2 ⁄3′  |
| 37.               | Oktave     | 2′     |
| 38.               | Terz       | 1 3⁄5′ |
| 39.               | Mixtur III | 1 ⁄3′  |
| 40.               | Oboe       | 8′     |

| Pedal C–f1 |                 |     |
| 41.        | Prinzipalbass   | 16′ |
| 42.        | Subbass         | 16′ |
| 43.        | Violonbass      | 16′ |
| 44.        | Echobass        | 16′ |
| 45.        | Oktavbass       | 8′  |
| 46.        | Gedacktbass     | 8′  |
| 47.        | Salicetbass     | 8′  |
| 48.        | Choralbass      | 4′  |
| 49.        | Ital. Prinzipal | 2′  |
| 50.        | Pedalmixtur IV  |     |
| 51.        | Posaunenbass    | 16′ |

- Koppeln: II/I, III/I, III/II, I/P, II/P, III/P, jeweils drei Ober- und Unteroktavkoppeln
- Spielhilfen: vier freie und vier feste Kombinationen, Crescendowalze
- Stimmton a1 = 443 Hz bei 18 °C
- Register 20 = Register 18 + Tremulant
- Register 4, 9 und 17 neu von Jehmlich (2000)

## Sage „Die sonderbare Stiftung zu Kötzschenbroda.“

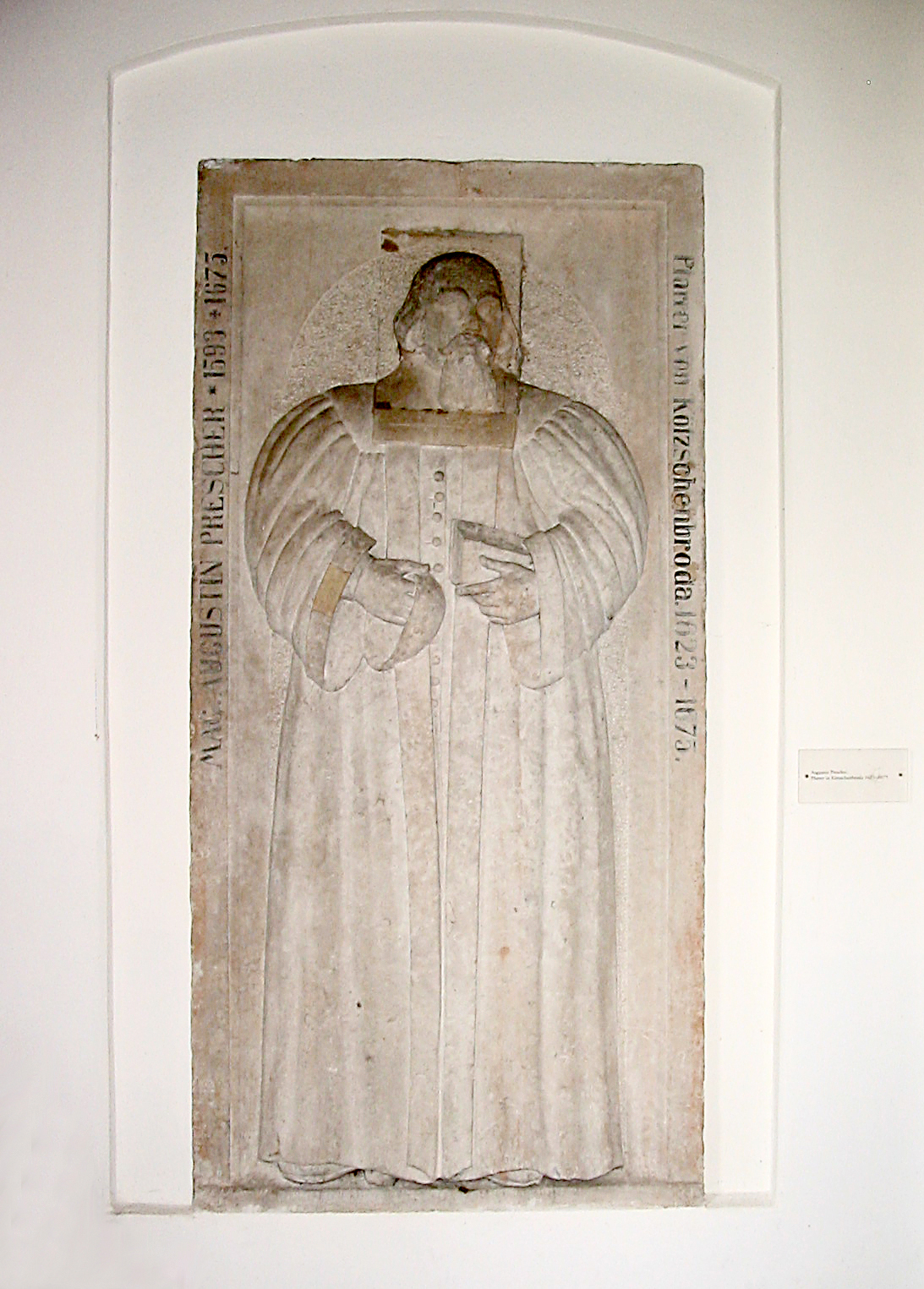
Grabplatte von Augustin Prescher

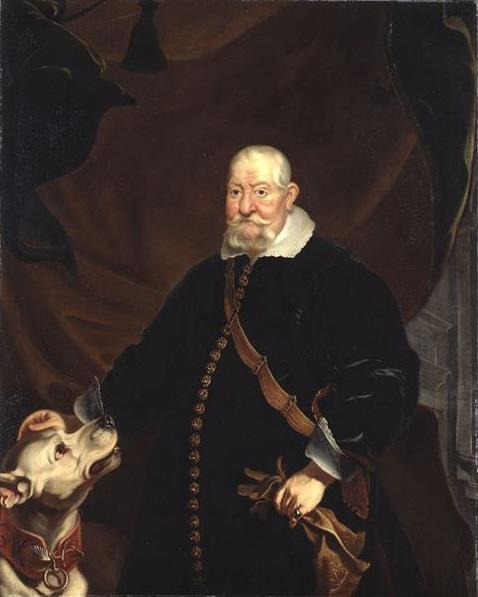
Johann Georg I. mit Hund, Porträt von Frans Luycx, 1652

„Während des 30jährigen Krieges verbrachte Churfürst Johann Georg I. seine Zeit auf dem Churfürstl. Weinberge der Hoflößnitz; in der Zeit seines dortigen Aufenthaltes liebte er es sehr viel Wein zu trinken. Seiner Gemahlin war dies anstößig, doch getrauete sie selbst sich nicht, ihm deshalb Vorstellungen zu machen. Sie ersuchte daher eines Tages den in Kötzschenbroda angestellten Pastor M. Augustin Prescher, doch einmal von der Kanzel herab eine Mahnung an den allergnädigsten Herrn ergehen zu lassen. Obschon derselbe dies sehr bedenklich fand, so ließ er sich doch endlich dazu bereden und sprach eines Sonntags „über die traurigen Folgen der Schwelgerei und Trunksucht“, und schloß mit den Worten: „unser gnädigster Herr trinkt zwar auch, aber er hat es dazu und es bekömmt ihm! Amen.“ Nach der Kirche wird der Pastor zur Churfürstl. Tafel geladen; ihm, so wie seiner Gattin bangte es, wegen der Folgen seiner Ermahnung. Der Churfürst äußert indeß erst am Schluß der Tafel: „Herr Pastor, heut hat Er mir auch Eins auf den Pelz gebrannt.“ „Ei,“ erwiederte der Pastor, „das sollte mir leid thun, wenn es blos den Pelz getroffen hätte und nicht das Herz.“ Auf diese offene Sprache erwiederte der Churfürst: „Herr Pastor! Er ist ein ehrlicher Mann, wären doch alle Geistlichen in meinem Lande der Art; bitte Er sich eine Gnade bei mir aus.“ Als der Pastor Bedenken findet, deshalb sich Etwas zu erbitten, meint der Churfürst: „Er wolle, seine Dienstnachfolger sollten alljährlich 49¾ Kanne Wein aus seiner Kellerei erhalten, 50 Kannen werde zu viel sein.“ Dieses Deputat wurde dem jedesmaligen Pastor zu Kötzschenbroda als Stiftung verabreicht und wird wahrscheinlich erst in der neuesten Zeit abgelöst worden sein, denn Pastor Trautschold erhielt es noch zur Zeit seines Abganges.“

Johann Gottlob Trautschold (* 1777 in Pößneck; † 1862 in Dresden) wurde 1808 Diakon in Dresden-Friedrichstadt, 1814 Pastor in Gröbern und 1824 Pfarrer an der Kirche zu Kötzschenbroda. Er trat 1852 in den Ruhestand. Trautschold schrieb neben seinen Predigten auch geistliche Lieder und Erziehungsschriften.